# 13240 Thouvay
13240 Thouvay este un asteroid din centura principală de asteroizi.

## Descriere
13240 Thouvay este un asteroid din centura principală de asteroizi. A fost descoperit pe 18 mai 1998 la Stația Anderson Mesa în cadrul programului LONEOS. El prezintă o orbită caracterizată de o semiaxă mare de 2,61 ua, o excentricitate de 0,15 și o înclinație de 1,1° în raport cu ecliptica.